# Roman Cieslewicz
Roman Cieslewicz (Leopoli, 13 gennaio 1930 – Antony, 21 gennaio 1996) è stato un designer polacco.

## Formazione
Cieslewicz ha sviluppato i propri studi nell'ambito della grafica e dell'allestimento all'Accademia di Cracovia.

## Attività
La sua attività di designer si è incentrata sull'editoria, sulla progettazione di riviste di arte, moda e design. Ha lavorato per Vogue, Elle, Opus International, Musique en jeu e Cuac-Archives. Ha fondato con Roland Topor la rivista Kitsch.
Dal 1975 è stato docente all'Ecole Supérieure d'Art Graphique di Parigi.

## Premi ed Esposizioni
- Primo premio al concorso per il logotipo del Berlin Kulturstadt 1988.